# Philippe Bouchet
Philippe Bouchet é um biólogo francês cujos principais campos científicos de estudo são malacologia (o estudo dos moluscos) e taxonomia. Ele trabalha no Museu Nacional de História Natural em Paris. Ele também é um comissário da Comissão Internacional de Nomenclatura Zoológica (ICZN).
Bouchet publicou Taxonomia dos Gastrópodes com o malacologista Jean-Pierre Rocroi em 2005, que estabeleceu uma nova taxonomia de moluscos gastrópodes.
Ele nomeou mais de 500 novos moluscos, e vários táxons foram nomeados em sua homenagem.

## Realizações profissionais
Bouchet é professor sênior do  Museu Nacional de História Natural em Paris, e chefe do Laboratório de Malacologia e da Unidade de Coleções de Taxonomia. Ele também é um dos Comissários da Comissão Internacional de Nomenclatura Zoológica e é membro do ICZN desde 1990.
Em 2005, Bouchet foi o autor sênior (editor) (com Jean-Pierre Rocroi) de  "A Taxonomia do Gastropoda", publicada em um artigo intitulado "Classificação e Nomenclatura de Famílias de Gastrópodes" na jornal de Malacologia.
Bouchet é o chefe do Projeto de Biodiversidade Marinha de Panglao 2004.

## Táxons nomeados e táxons nomeados em sua homenagem
Até o final de 2010, Bouchet havia descrito (sozinho ou em conjunto com outros) mais de 500 novas espécies, principalmente gastrópodes. Mais de 70 novas espécies foram nomeadas em sua homenagem. Bouchet foi homenageado com um novo gênero nomeado após ele por Houart & Héros em 2008: Bouchetia. E em 2012, Bouchet foi homenageado por ter uma família monotípica (e gênero) de gastrópodes com o seu nome: Bouchetispiridae (and Bouchetispira) por Kantor, Strong & Puillandre.

## Prêmios
Em 2001, Bouchet recebeu o Prêmio de Ciências Marinhas da Academia Francesa de Ciências por seu trabalho sobre a migração vertical de larvas de gastrópodes.

## Publicações
Suas publicações como autor ou coautor são numerosas. Alguns exemplos estão listados abaixo:
- P. Bouchet,  Revision of the Northeast Atlantic Bathyal and Abyssal Turridae (Mollusca, Gastropoda);  J. Mollus. Stud. (1980) 46 (Supplement 8): 1-119. doi:10.1093/mollus/46.Supplement_8.1
- Bouchet Philippe, Taviani Marco (1992). «The Mediterranean deep-sea fauna: pseudopopulations of Atlantic species?». Deep Sea Research Part A. Oceanographic Research Papers. 39 (2): 169–184. doi:10.1016/0198-0149(92)90103-Z
- P. Bouchet , The magnitude of marine biodiversity, VliZ, 2006 (also as .pdf)
- Bouchet P. & Mermet G. (photographer) (2008). Shells 168 pp., ISBN 978-0-7892-0989-4
- Philippe Bouchet, Hervé Le Guyader et Olivier Pascal, "Des voyages de Cook à l’expédition Santo 2006 : un renouveau des explorations naturalistes des îles du Pacifique", Journal de la Société des Océanistes, 126–127 | Année 2008